# Hiram Bingham
Hiram Bingham (Honolulu, 19. siječnja 1875. – Washington, 6. lipnja 1956.), američki arheolog i političar.
Između 1906. i 1924. godine organizirao je 6 ekspedicija po Južnoj Americi. Tako je u Peruu, 24. srpnja 1911. godine otkrio ruine svetog grada Inki - Machu Picchu, smješteno na najvišem dijelu istočnih Andi.
Osim arheologijom bavio se i politkom, pa je tako bio guverner i senator Savezne države Connecticut.